# حاجی‌اسکندرلی
حاجی‌اسکندرلی (به ترکی آذربایجانی: Hacıisgəndərli) یک منطقهٔ مسکونی در جمهوری آذربایجان است که در شهرستان شابران واقع شده‌است.